# Episodi di The Last Ship (seconda stagione)
La seconda stagione della serie televisiva The Last Ship, composta da 13 episodi, è stata trasmessa in prima visione assoluta negli Stati Uniti d'America dal canale via cavo TNT dal 21 giugno 2015.
In Italia, è stata trasmessa dal 10 maggio 2016, in prima visione su Italia 1 in seconda serata.
| nº | Titolo originale     | Titolo italiano       | Prima TV USA     | Prima TV Italia |
| -- | -------------------- | --------------------- | ---------------- | --------------- |
| 1  | Unreal City          | Città irreale         | 21 giugno 2015   | 10 maggio 2016  |
| 2  | Fight the Ship       | Scontro finale        | 21 giugno 2015   | 10 maggio 2016  |
| 3  | It's Not a Rumor     | Verso casa            | 28 giugno 2015   | 17 maggio 2016  |
| 4  | Solace               | Solace                | 5 luglio 2015    | 17 maggio 2016  |
| 5  | Achilles             | Morte al vaccino      | 12 luglio 2015   | 24 maggio 2016  |
| 6  | Long Day's Journey   | Un nuovo presidente   | 19 luglio 2015   | 24 maggio 2016  |
| 7  | Alone and Unafraid   | Nella tana di Sean    | 26 luglio 2015   | 31 maggio 2016  |
| 8  | Safe Zone            | La confessione        | 2 agosto 2015    | 31 maggio 2016  |
| 9  | Uneasy Lies the Head | La formula definitiva | 9 agosto 2015    | 7 giugno 2016   |
| 10 | Friendly Fire        | Fuoco amico           | 16 agosto 2015   | 7 giugno 2016   |
| 11 | Valkyrie             | Valchiria             | 23 agosto 2015   | 14 giugno 2016  |
| 12 | Cry Havoc            | La resa dei conti     | 30 agosto 2015   | 14 giugno 2016  |
| 13 | A More Perfect Union | Verso la salvezza     | 6 settembre 2015 | 17 giugno 2016  |

## Città irreale
- Titolo originale: Unreal City
- Diretto da: Jack Bender
- Scritto da: Hank Steinberg e Steven Kane

### Trama
La situazione è complicata con Avocet. Gli uomini armati prendono il controllo della USS Nathan James e tengono in ostaggio la maggior parte dell'equipaggio, incluso il secondo in comando. Impotente, il comandante Chandler viene a sapere che tutti i marinai a bordo sono stati fatti prigionieri. Il comandante, insieme a due dei suoi uomini, decide di assaltare la centrale elettrica di Granderson. Lì trovano un uomo che lavora con il gruppo ribelle. Questo li conduce al suo capo e decidono di lavorare insieme contro Granderson. Il capo dell'unità che detiene la nave è dunque alla disperata ricerca del ceppo vaccinale originale. Il dottor Quincy Tophet si suicida, invece di rivelare il suo nascondiglio.
Tex riesce a entrare in Avocet per rilasciare il dottor Scott; scoprono che gli uomini di Granderson hanno catturato il tenente Foster per rimuovere il suo feto e raccogliere il ceppo immunitario.
- Ascolti Italia: telespettatori 776 000 – share 4,31%[1]

## Scontro finale
- Titolo originale: Fight the Ship
- Diretto da: Jack Bender
- Scritto da: Hank Steinberg e Steven Kane

### Trama
Il momento dello scontro fra gli uomini della Nathan James e quelli della Granderson è arrivato. Sulla nave Slattery, separato dal resto dell'equipaggio, si rifugia in sala comunicazione e da lì aiuta i suoi uomini a impadronirsi della nave, cacciando gli uomini della Granderson. Sulla terra Green disattiva la corrente elettrica e il comandante Chandler, con i ribelli, fa irruzione alla Avocet. Nel frattempo Tex e la dottoressa Scott liberano il tenente Foster. Amy Granderson non vuole arrendersi di fronte alla sconfitta contro gli uomini della USS Nathan James; dà quindi l'ordine di uccidere sua figlia e decide di scappare con un elicottero, ma sul tetto è raggiunta dal comandante Chandler, ella, piuttosto che arrendersi, decide di suicidarsi.
Gli uomini della USS Nathan James fanno rotta verso Norfolk per riabbracciare ciò che resta delle proprie famiglie.
- Ascolti Italia: telespettatori 551 000 – share 5,44%[1]

## Verso casa
- Titolo originale: It's Not a Rumor
- Diretto da: Tim Matheson
- Scritto da: Hank Steinberg

### Trama
Il comandante Chandler e la squadra del tenente Green entrano alla Casa Bianca e prendono dei file per il programma di cura, ma dal bunker di stato non risponde nessuno. La USS Nathan James sta facendo ritorno verso Norfolk. A bordo vengono decriptati i file trovati alla Casa Bianca e viene scoperto che esiste una rete internazionale di laboratori sicuri per la realizzazione della cura; e uno di loro si trova proprio a Norfolk. Giunti alla base gli uomini trovano dei Navy SEAL e piloti ad aspettarli. Subito i piloti partono per distribuire i campioni per il vaccino ai laboratori del paese e in Europa, però il laboratorio di Norfolk è stato caricato su una nave ospedale che ha preso il largo. Nel mentre il padre e i figli del comandante Chandler ritornano nella loro abitazione insieme ai familiari del dottor Tophet, e il comandante pensa di lasciare la marina per stare insieme ai figli. Nel frattempo il Comandante Slattery non trova la sua famiglia, quando invece il tenente Foster ritrova la madre in un centro di raccolta della popolazione, e il tenente-comandante Garnett scopre che i suoi famigliari sono tutti morti.
In Florida, Niels, l'unico sopravvissuto all'affondamento dell'incrociatore russo, sbarca su una spiaggia e stermina tutta la popolazione; in seguito incontra in un college un gruppo di persone che non sembrano poter essere infettate neanche dal contatto con lui.

## Solace
- Titolo originale: Solace
- Diretto da: Sergio Mimica-Gezzan
- Scritto da: Steven Kane

### Trama
L'umore a bordo della Nathan James è alto, anche il tenente Granderson si è ripreso dalle ferite e la missione è di cercare la nave ospedale Solace. Una volta individuata l'equipaggio non risponde e la nave è alla deriva, il comandante Chandler insieme a Tex e la squadra del tenente Green decide di salire a bordo. All'interno della nave non vi sono apparentemente persone, fino a quando il tenente Burk trova degli uomini uccisi in cucina. L'equipaggio rimasto si è rifugiato in una sala operatoria, e riferisce che prima del loro arrivo sono saliti a bordo un gruppo di mercenari che hanno distrutto il laboratorio e ucciso l'equipaggio. Il sonar della USS Nathan James percepisce la presenza di un sottomarino per qualche istante e poi scompare. I mercenari a bordo danno battaglia agli uomini della James e decidono di far saltare la nave ospedale, la nave ospedale viene salvata da Tex che butta in mare la bomba prima della detonazione. I mercenari si buttano in mare ma non riemergono.
La notte seguente Niels si reca con alcuni immuni in mare aperto e viene detto che è stato lui a rilevare la posizione della nave ospedale, giunti al luogo dell'incontro emerge un sottomarino nucleare che è la base del comandante degli immuni.

## Morte al vaccino
- Titolo Originale: Achilles
- Diretto da: Jack Bender
- Scritto da: Mark Malone

### Trama
La USS Nathan James sta cercando di localizzare il sottomarino nucleare britannico Achilles comandato dal leader degli immuni Sean Ramsey. Nel frattempo un prigioniero, preso sulla nave ospedale, ha ingerito una chiavetta USB con informazioni sulle zone di produzione del vaccino. Contemporaneamente viene ingaggiata una battaglia fra la James e il sottomarino che si conclude con un nulla di fatto, e la fuga di esso in un canyon sottomarino. Niels che è salito a bordo del sottomarino analizzando le comunicazione prese dalla Solace riesce a trovare la posizione delle zone di produzione del vaccino che vengono bombardate con missili balistici che non riescono a essere intercettati dalla James, le zone di produzione del vaccino sono distrutte l'unica rimasta è la USS Nathan James e la base in florida dove è presente il mentore della dottoressa Scott.

## Un nuovo presidente
- Titolo originale: Long Day's Journey
- Diretto da: Paul Holahan
- Scritto da: Steven Kane

### Trama
Giunti al laboratorio del mentore della dottoressa Scott trovano tutto distrutto e gli scienziati uccisi dagli immuni. Chandler, Tex, Green, Burk, Wolf e Ravit decidono di seguire le tracce e giungono a un campo dove gli immuni guidati da Sean hanno una base protetta e addirittura hanno il presidente degli Stati Uniti d'America, il 12 in linea di successione, Jeffrey Michener che è un immune.
Contemporaneamente la James mette fuori uso la boa di comunicazione fra il sottomarino e gli uomini a terra isolandoli.

## Nella Tana di Sean
- Titolo originale: Alone and Unafraid
- Diretto da: Nelson McCormick
- Scritto da: Jill Blankenship e Jessica Butler

### Trama
Il comandante Chandler vuole portare sulla nave il presidente che sembra collaborare con gli immuni, ma per fare questo deve prima guadagnarsi la sua fiducia. Nel frattempo Tex e il tenente Green capiscono che Niels è con gli immuni, per prelevarlo vanno a svolgere un esperimento degli immuni, questi vogliono dare ai bambini dei peluche infetti in modo da scovare altri immuni. La USS Nathan James invece deve vedersela con il sottomarino che li sta tallonando, per essere salva si deve nascondere nella foce del fiume Saint John's per poter anche far decollare l'elicottero e recuperare il comandante. Il comandante Chandler riesce a prelevare il presidente, Tex riesce a prendere Niels, vengono portati tutti sulla James ma il presidente sembra ostile.

## La confessione
- Titolo originale: Safe Zone
- Diretto da: Hank Steinberg
- Scritto da: Hank Steinberg

### Trama
Gli uomini della USS Nathan James cercano in tutti i modi di guadagnarsi la fiducia del nuovo presidente. Nel frattempo Sean manda un messaggio alla popolazione degli Stati Uniti nel quale invita ad attaccare la Nathan James.
Il presidente tenta il suicidio ma dopo una riflessione con il comandante Chandler, durante il quale spiega di aver ucciso le proprie figlie per non farle soffrire negli stadi avanzati della malattia, decide di unirsi alla James per riportare la pace nel paese.

## La formula definitiva
- Titolo originale: Uneasy Lies the Head
- Diretto da: Peter Weller
- Scritto da: Nic Van Zeebroeck

### Trama
Niels si risveglia e vuole parlare con la dottoressa Scott, questa inizialmente sembra riluttante ma poi accetta per cercare di trovare un modo per rendere volatile e contagiosa la cura. La USS Nathan James sta facendo rotta verso New Orleans e il presidente non si trova adatto al proprio ruolo, in una conversazione con il capo Jeter si rinforza. La dottoressa Scott per riuscire a nebulizzare la cura necessita di mitili che causano una deviazione della rotta verso la costa. Durante la ricerca dei mitili gli uomini della James trovano un gruppo di ragazzi da cui scoprono che gli immuni hanno posto una tagli sugli uomini della marina. I ragazzi vengono portati a bordo della James mentre gli uomini di Chandler si apprestano a combattere gli immuni. La dottoressa Scott riesce a farsi rivelare la sequenza di stabilità e decide di attivare le difese immunitarie di Niels in modo che riconosca il virus e muoia.

## Fuoco amico
- Titolo Originale: Friendly Fire
- Diretto da: Mario van Peebles
- Scritto da: Onalee Hunter Hughes

### Trama
Giunti nei pressi di New Orleans gli uomini della USS Nathan James vedono delle esplosioni verso la città e subito dopo dei siluri diretti verso la nave, uno di essi la colpisce e mette fuori uso il sonar. Nel frattempo la squadra del tenente Green e Tex vengono inviati in soccorso degli abitanti colpiti. Un video falsificato viene diffuso in modo da far sembrare che le esplosioni sono state effettuate dalla James, il video riesce a diffondere da telefono in telefono senza possibilità di essere fermato. Nel frattempo la dottoressa Scott viene messa agli arresti dal comandante Chandler, per aver ucciso Niels; ma prima che possa essere isolata dal laboratorio riesce a far diventare la cura contagiosa, sfruttando i polmoni di Niels.

## Valchiria
- Titolo Originale: Valkyrie
- Diretto da: Olatunde Osunsanmi
- Scritto da: Steven Kane

### Trama
Gli uomini della USS Nathan James riescono a trovare una traccia di chi ha diffuso il video e dell'antenna di trasmissione collocata su una piattaforma petrolifera. Il comandante Chandler, il tenente Burk, Wolf, Ravit con alcuni ingegneri, fra cui il tenente Chang, si recano sulla piattaforma per fare chiarezza sugli avvenimenti, giunti lì trovano una ragazza esperta di informatica, ma vengono attaccati da una lancia civile armata di lancia razzi che causano la morte di alcuni uomini fra cui il tenente Chang e Ravit, ma comunque riescono a interrompere la rete di video degli immuni. Nel frattempo anche la squadra inviata a dare aiuto sulla spiaggia viene attaccata e costretta alla fuga da dei civili aizzati da un immune catturato in una precedente e portato sulla spiaggia per indagare sul segnale dei video.

## La resa dei conti
- Titolo Originale: Cry Havoc
- Diretto da: Greg Beeman
- Scritto da: Mark Malone e Nic Van Zeebroeck

### Trama
La USS Nathan James deve affrontare il sottomarino di Sean per poter diffondere la cura. Il comandante Chandler decide di far sbarcare tutto l'equipaggio non necessario e la cura, successivamente con l'aiuto di Valchiria decide di far cadere Sean in una trappola inviando false coordinate. Dopo un iniziale scontro in cui la James viene colpita da un siluro e deve allagare l'armeria, viene quindi lasciata con solo armi di superficie, decide quindi di fare rotte verso acque poco profonde per far emergere il sottomarino. Nel frattempo la squadra di terra capitanata dal comandante Slattery scopre l'esistenza di una arma di terra capace di affondare una nave; il comandante Slattery, Tex e il tenente Green decidono i impossessarsene. Giunti in acque poco profonde vedono il sottomarino riemergere, ma dietro di loro dove sono impossibilitati a colpirlo, ma interviene il comandante Slattery che utilizza il lanciamissili contro il sottomarino per farlo affondare insieme ai fratelli Ramsey.

## Verso la salvezza
- Titolo Originale: A More Perfect Union
- Diretto da: Jack Bender
- Scritto da: Anne Cofell-Saunder

### Trama
Una volta affondato il sottomarino, i pericoli sembrano finiti e quindi la James può dirigersi verso Saint Louis, la città scelta per essere la nuova capitale. Durante il viaggio decidono di fare due soste per diffondere la cura: la prima sosta non ha l'affluenza aspettata, anche per una frase detta dal capo Jeter ai propri suoceri. Nel frattempo Tex, che sta cercando la propria figlia, scopre che l'ex-moglie è morta durante un assalto alla propria abitazione, mentre la figlia ha deciso di recarsi a Memphis per ricevere la cura. Nel suo tragitto verso Memphis, trova un ammalato che gli rivela il piano degli ultimi immuni: recarsi nella città fingendosi della marina con un gruppo di infetti per far sfiduciare il governo centrale così ottenendo il potere. I piani vengono interrotti dalla squadra del tenente Green, che riesce a fermare gli immuni e a diffondere la cura tramite l'elicottero. La USS Nathan James, con le ultime riserve di carburante, giunge a Saint Louis dove sarà riparata. Il presidente Michener giura di fronte a un giudice, e nella serata vi è una festa in un albergo locale dove vengono ricordati i compagni deceduti durante il periodo della missione. Dopo la festa, vi è un colloquio di chiarimento fra il comandante Chandler e la dottoressa Rachel Scott, la quale rivela di aver ricevuto la grazia per l'uccisione di Niels ed essere stata incaricata di portare la cura verso le zone con maggiore difficoltà. Prima che la dottoressa possa raggiungere la propria camera, viene trovata e uccisa da un immune sfuggito alla cattura a Memphis, il quale, dopo aver esploso il colpo e detto "sic semper tyrannis", scappa.